# Kun Ferenc (fizikus)
Kun Ferenc (Fehérgyarmat, 1966. november 13. –) magyar fizikus, egyetemi tanár, a Magyar Tudományos Akadémia rendes tagja. A fizikai tudományok kandidátusa (1998), a Magyar Tudományos Akadémia doktora (2010).

## Életpályája
1991-ben diplomázott a Kossuth Lajos Tudományegyetemen. 1998-ban PhD. fokozatot szerzett a Kossuth Lajos Tudományegyetemen. 1998 óta a Magyar Tudományos Akadémia Köztestületi tagja. 1999–2007 között a Debreceni Egyetem Elméleti Fizikai Tanszékének adjunktusa, 2007–2014 között docense volt, 2014-től egyetemi tanára. 2006-ban habilitált a Debreceni Egyetemen. 2010-ben a Magyar Tudományos Akadémia doktora lett. 2013-tól az OTKA Természettudományi Kollégium tagja, valamint a Bólyai János posztdoktori ösztöndíj szakértői kollégiumának tagja. 2013–2017 között a Debreceni Egyetem Természettudományi Karának oktatási dékánhelyettese volt, 2017-től dékánja. 2014 óta egyetemi tanár a Debreceni Egyetem Fizikai Intézetében. 2019-ben a Magyar Tudományos Akadémia levelező, 2025-ben rendes tagjává választották.

## Díjai
- A Debreceni Egyetem Természettudományi Karának kitüntetése (1991)
- Az Universitas Alapítvány Fiatal Kutatók Díja (1993-1994)
- Bólyai János ösztöndíj (1999–2001; 2008-2011)
- Békésy György ösztöndíj (2002-2005)
- „Az év tudományos publikációja” aranyérme (Debreceni Egyetem, 2007)
- Jánossy Lajos-díj (2008)
- Eötvös Loránd Fizikai Társulat érme (2008)
- A Magyar Tudományos Akadémia Fizikai díja (2010)
- A Magyar Tudományos Akadémia díja (2013)
- Akadémiai Díj (2013)
- Az Amerikai Fizikai Társaság kiváló referense (2015)